# Máncora
Máncora es un balneario y localidad peruana capital del distrito homónimo ubicado en la provincia de Talara, en el departamento de Piura.
Su población era de 12 899 habitantes en 2017. Se encuentra casi en el límite con el departamento de Tumbes, a aproximadamente 187 kilómetros de la ciudad de Piura.
Es un balneario y al mismo tiempo caleta de pescadores. En los últimos años se ha convertido en una playa muy visitada por los surfistas peruanos y extranjeros.
Máncora es una playa enclavada en el Pacífico sudamericano, zona que también comprende las playas y caletas de Colán, Punta Sal, Totoritas, Las Pocitas, Cabo Blanco, entre otras.
Máncora y la zona norte del Perú, se han convertido en un potencial eje turístico del Perú.

## Clima y geografía
Máncora posee un clima cálido  con un promedio de 26 °C. Los meses más calurosos, que son de noviembre a mayo, se caracterizan por lluvias ligeras en las noche y una temperatura que puede llegar fácilmente a los 35 °C. Con ocurrencia del fenómeno del Niño, puede llegar hasta 40 °C. En el resto de año, la temperatura de día rara vez baja de los 25 o 26 °C y aunque en los inviernos; de junio a septiembre, las noches sean frescas y ventosas, la temperatura mínima no baja de 19 °C. La primavera (octubre y noviembre) y el otoño (mayo y junio) mantiene temperaturas que oscilan entre 28 °C - 30 °C de máximas y 20 °C de mínimas respectivamente. 
La temperatura del mar en Piura y Tumbes es variante, oscila entre 26 °C y 24 °C durante los meses de verano (de noviembre a mayo) y el resto del año entre los 20 °C y 23 °C; cosa que lo diferencia del resto de playas peruanas más al sur de estas regiones, puesto que estas raramente suben de los 23 °C, aun en épocas de verano. Esto se debe a la importante influencia de la corriente de Humboldt.
Máncora se caracteriza por sus playas de arenas color entre beige claro y semi-anaranjado, sus aguas cristalinas de color verde-azul (verano) y turquesa (invierno) (profundamente azules durante las mañanas), tablazos costeros y colinas arenosas, fauna de algarroba, y su sabana tropical o bosque seco ecuatorial colindante a pocos km de la costa.

## Transporte
La localidad es accesible por carretera a través de la vía Panamericana Norte, con transporte regular de buses y vehículos de turismo. El acceso aéreo se da básicamente por cuatro terminales aéreos el Aeropuerto de Tumbes, Aeropuerto Internacional de Piura, el Aeropuerto Internacional de Talara y el Aeródromo Walter Braedt Segú (código OACI SPWB) en la ciudad de Máncora (3 km de distancia).
- Posee una pista pavimentada de 1,750 metros de largo por 30 metros de ancho, lo cual le otorga el código 3 de referencia para la clasificación de aeródromo.
- Posee una franja de seguridad de 35 metros a ambos lados de la pista.
- Trayectorias de ascenso y descenso de ambas cabeceras (22 y 04) libres de obstáculos, permitiendo que las aeronaves operen sin limitaciones y con mejor desempeño.

## Atractivos
Debido al benigno clima seco-tropical de Máncora (no tan húmedo como otras regiones tropicales aunque siempre muy caluroso y con un sol igual o más radiante) es una zona ideal para el buceo y el surf. La comida marina norteña (Sechura, Paita, Piura y Tumbes) de Perú es una de las más variadas de la costa y posee el privilegio de tener las dos corrientes marinas todo el año (fría de Humboldt y caliente del Niño); la cual nos brinda con deliciosos platos marinos como ceviches preparados con mero, pez espada y langostino, entre otras delicias.

## Demografía
Actualmente, y según datos de 2021, cuenta con 44,527 hab, y con una gran parte de su población siendo extranjera proveniente mayormente de España, Francia, EE. UU., Argentina, Chile, etc llegando a ser el 51% de su población total.

## Salud
En salud cuenta con un centro de salud del Minsa y el Consultorio Médico Flores, Avenida Grau 184, que opera desde enero de 1990 y es graduado de la Facultad de Medicina de San Fernando de Lima.

## Playas cercanas
Al norte en el departamento de Tumbes:
- Punta Sal
- Zorritos
- Playa Hermosa

Al sur del departamento de Piura:
- Las Pocitas
- Vichayito[6]
- Los Órganos
- Cabo Blanco
- Panic Point
- Lobitos

## Curiosidades
La carta de Máncora (Goya) es un cuadro de Herman Braun-Vega del 2001 en el que se ve un mototaxi que suele utilizarse para ir a la playa en Máncora, así como dos personajes de La carta de Goya cuya presencia incongruente nos recuerda que los conquistadores habrían desembarcado no lejos de esta playa de Máncora.
En esta ciudad fue rodada y ambientada la película Máncora, dirigida por Ricardo de Montreuil y protagonizada por Elsa Pataky y Jason Day.